# Sever de Menorca
Sever de Menorca, en llatí Severus, (Iamona, segle v - segle v) fou bisbe de Menorca al començament del segle v.
Va escriure La circular del bisbe Sever de Menorca sobre la conversió dels jueus (418), on exposa com va aconseguir convertir els jueus de Maó gràcies a un miracle. El bisbe atribuí el fet que un gran nombre de jueus que residien a l'illa es van convertir al cristianisme a la presència de les relíquies de Sant Esteve el protomàrtir, que havien estat dipositades a l'església de Magó (Maó) per Orosi quan va retornar de l'Orient i ho va anunciar en una carta a tots els eclesiàstics del món (417) titulada Epistola ad omnes orbis terrarum Episcopos, Presbyteros, et Diaconos. La conversió massiva de Maó és la primera de les quals es té constància a occident. L'estratègia va ser de caràcter religiós, evitant qualsevol violència física i qualsevol víctima, tot i que sí que els cristians van cremar la sinagoga de Maó, salvant els llibres i l'argent, que es retornaren als jueus. Segons la redacció de Sever, l'únic ferit va ser un esclau cristià colpejat per una pedra llançada per un jueu. Després de la conversió del líder de la comunitat jueva, Teodor, es convertí la resta de la comunitat.